# Gynanisa isis
Gynanisa isis är en fjärilsart som beskrevs av Duncan och John Obadiah Westwood 1841. Gynanisa isis ingår i släktet Gynanisa och familjen påfågelsspinnare. Inga underarter finns listade i Catalogue of Life.